# Philip Franklin
Philip Franklin   (Nova York, 5 d'octubre de 1898 - Belmont, 27 de gener de 1965) va ser un matemàtic estatunidenc.

## Vida i Obra
Nascut a Nova York, es va graduar al City College de Nova York el 1918. A continuació va treballar al camp de proves de l'exèrcit d'Aberdeen (Maryland), on va fer amistat amb Norbert Wiener i es va casar amb la seva germana, Constance. El 1921 va obtenir el doctorat a la universitat de Princeton sota la direcció d'Oswald Veblen amb una tesi en la que demostrava que tot mapa esfèric amb 25 o menys regions pot ser acolorit amb quatre colors.
Després de doctorar-se, Franklin va ser professor a Princeton un curs i, a continuació, dos cursos més a la universitat Harvard. Finalment el 1924 va ser nomenat professor de l'Institut Tecnològic de Massachusetts, on va romandre fins a la seva jubilació el 1964. Va morir sobtadament al començament de l'any següent, després d'una intervenció quirúrgica.
Franklin va publicar uns quants llibres de text de càlcul i anàlisi matemàtica que van tenir força èxit. Però és recordat, sobre tot, per haver estat l'introductor de la teoria de grafs a la universitat americana. Va publicar cinc articles seminals sobre el tema, en els que demostrava diverses propietats connectades amb el problema dels quatre colors.